# Daniel Reeve
Daniel Reeve (...) è un artista, cartografo e calligrafo neozelandese.

## Biografia
Dopo una formazione accademica in arte, Daniel Reeve inizia per hobby l'esperienza della cartografia. La sua bravura in questo campo lo porta presto ad essere ingaggiato nei set cinematografici per occuparsi degli aspetti grafici di alcuni film di ambientazione storica.
Ha lavorato con Peter Jackson prima nella Trilogia del Signore degli Anelli (sono sue tutte le mappe e le iscrizioni calligrafiche che si possano scorgere nel film), poi nel remake di King Kong.
Tra i film a cui ha prestato la sua opera compaiono anche: Cronache di Narnia, Pirati dei Caraibi, Van Helsing ecc.
Recentemente ha ricevuto l'incarico da parte del governo neozelandese di realizzare una copia il più possibile fedele del manoscritto del Trattato di Waitangi, uno dei documenti più importanti per la costituzione del paese.
Il suo motto è When there is a quill, there is a way ("quando vi è una penna, vi è una via").